# Mamertijnen
De Mamertini of Mamertijnen waren in de Oudheid Italische huurlingen die zich niet zonder zelfoverschatting "zonen van Mars ((Mamers)" noemden.
Ze kwamen oorspronkelijk uit Campania (Italië) en werden ingehuurd door Agathocles van Syracuse voor zijn strijd in de Siciliaanse Oorlogen. Toen Agathocles in 289 v.Chr. stierf, keerden de meesten van hen terug naar hun geboortestreek. De overgebleven vrijbuiters veroverden Messina en  bouwden de eerbiedwaardige kolonie uit tot een regelrechte roofstad. Hun voornaamste slachtoffers waren de Grieken van Sicilië. In Syracuse kwam evenwel een energieke tiran aan de macht, een zekere Hiero. Hij wist zijn gezag aan alle Grieken van het eiland op te leggen, zodat hij zich de titel "koning" meende te mogen aanmeten. En onder hun "koning" trokken de Grieken ten strijde tegen de Mamertini. Zij brachten hen danig in het nauw.
De Mamertini vroegen steun aan Carthago én aan Rome, allebei machten die ze kenden als oude vijanden der Grieken. De Carthagers arriveerden het eerst, het Romeinse landleger stond iets later aan de overkant van de Straat van Messina. Dat viel niet in goede aarde bij de Romeinen; bovendien begonnen de Carthagers zich een beetje te veel te gedragen als de bevrijders van Messina, waar de Mamertini als snel genoeg van kregen; zonder omhaal zetten zij de Carthagers de stad uit. Romeinse troepen werden op de burcht toegelaten. Dit alles ging gepaard met de nodige diplomatieke blunders van Romeinse zijde. Al gauw brak een open conflict uit tussen de beide beschermers en was de Eerste Punische Oorlog een feit. Hiero en de Carthagers sloten een verbond om Messina van de aardbodem weg te vagen en de Romeinen te verdrijven. Een Romeins expeditieleger ontzette de stad en een jaar later stuurde Rome nog eens 40.000 man om Hiero terug te dringen. Hiero werd tot Romeins vazal gedwongen. Samen openden zij een aanval op de Carthaagse helft van Sicilië.